# 백지영
백지영(白智榮, 1976년 3월 25일 ~ )은 대한민국의 가수이다. 2018년 4월 김정은 북한 국가주석과 북한 주요 정치인 앞에서 직접 노래를 불렀다.

## 학력
- 서울대현초등학교 (졸업)
- 진선여자중학교 (졸업)
- 은광여자고등학교 (졸업)
- 백제예술대학교 방송연예과 (졸업)
- 경희사이버대학교 문화예술경영학과 (졸업)

## 생애

### 1996, 1999–2001: 초기 활동
백지영은 1996년 1집 Residence를 잠시 나왔다가. 3년뒤 1999년 1집 Sorrow로 가요계에 데뷔했다. Sorrow는 1999년 6월 1일 발매되었으며, 라틴 풍의 댄스 곡 〈선택〉, 〈부담〉이 차트 상위권에 진입하며 좋은 반응을 얻었다. 이어 2000년 4월 18일 두 번째 정규 음반 Rouge를 발매했다. 타이틀 곡 "Dash"는 각종 음악 차트 순위 1위를 차지했으며, 음반 판매량은 약 36만장을 기록했다. 바로 이은 후속곡 "Sad Salsa"도 큰 인기를 얻어 대한민국에서 살사 댄스 열풍에 기여했었다.
그러나, 한창 전성기를 구가하던 시기인 2000년에 백지영은 데뷔 당시 프로듀서였던 김시원과의 성관계 동영상이 인터넷에 유출되어 파문이 일었다. 백지영은 2000년 11월 29일 기자 회견을 열고 섹스 동영상 속의 등장 인물이 자신임을 시인했다. 한편 이에 대해 《워싱턴 포스트지》는 "백지영은 전통 사회와 인터넷간에 빚어진 문화 충돌의 희생자"라고 전하기도 했다. 이후 사건의 범인인 김시원은 2008년 미국 로스앤젤레스 한인타운에서 2년간 연예인을 시켜주겠다며 미성년자들에게 접근해 수차례 성관계를 맺어온 혐의로 미국 현지에서 체포되었다.
하지만 백지영은 동영상 사건에도 불구하고, 2001년 11월 15일에 1집과 2집의 히트곡을 모은 컴필레이션 음반 백지영 Special 1 2를 발매했다. 또한 콘서트 활동을 끝으로 대한민국의 활동을 중단하고, 타이완으로 진출을 꾀했는데, Rouge는 타이완에서 좋은 반응을 얻어 현지에서 프로모션 활동과 약 4만 장의 음반 판매고를 올렸다. 2001년 6월 23일에는 이승호가 프로듀서를 맡은 세 번째 정규 음반 Tres를 발매했다. 이 음반은 제대로 된 활동을 펼치지도 못했음에도 불구하고 19만 장의 판매고를 올렸고 2001년 10월 5일부터 전국 콘서트 투어 역습(Strikes Back)을 가졌으나, 이 콘서트 투어 일정인 10월 중순 서울 공연이 911 테러 사건 관련으로 인해서 취소되었다. 그리고 물의를 일으킨 연예인의 활동 재개에 대한 방송사의 무원칙에 대한 비판 여론도 있었다.

### 2002–2007: 발라드로의 장르 전환

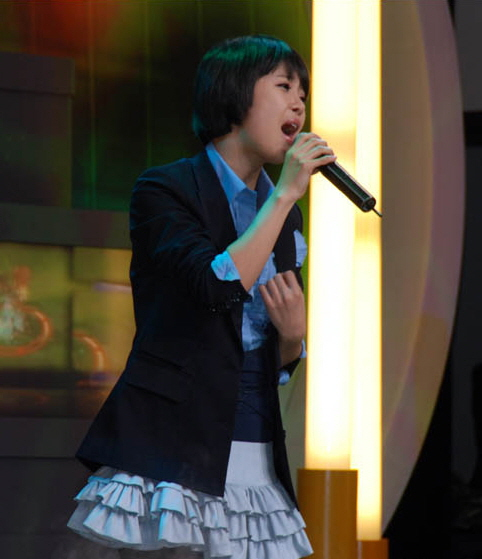
2007년 12월 대한민국 게임대상 시상식에서 백지영.

2002년 1월 28일에는 당시 소속사와의 계약 종료로 백지영과 소속사 측이 가지는 마지막 추억이 담긴 앨범이라는 의미에서 베스트/라이브 음반 Best ＆ Live New Release를 발매했다. 3만장이 넘게 팔린다는 소속사 측의 기사가 있었다. 그러나 백지영은 해당 앨범의 발매 이후인 2002년 2월 25일 88올림픽도로에서 음주운전 단속에 적발되었으며 무면허 음주운전 혐의로 불구속 입건되어 또 한번 물의를 일으켰다.
2003년 9월 4일, 4집 《미소》의 발매와 함께 지상파 컴백을 하는 등 본격적인 활동을 시작했다. 백지영은 이 음반에는 정상급 작곡가들과 함께 직접 작사, 작곡에 나섰다.
백지영은 2006년, 5집 Smile Again을 발매했다. 타이틀 곡은 〈사랑 안 해〉로 인기가요 Take 7에서 "Dash" 이후 6년 만에 1위에 올랐다. 이 노래는 2006년 노래방 최고 애창곡으로 선정되었으며, 연말에는 이 곡으로 가요 시상식에서 상을 받기도 했다. 백지영은 이 곡으로 "제2의 전성기"라 불리며 재기에 성공했다. 이 곡이 인기를 끈 뒤, 백지영은 대중들에게 감사의 뜻을 전하듯 Smile Again의 리패키지 앨범 Thank you, I can smile again을 발매하기도 했다. "사랑 안 해"가 히트를 친 이후 2007년 6집 《여섯번째 기적》을 발매한 뒤 〈사랑 하나면 돼〉등 히트곡들을 남겼다.

### 2008–현재

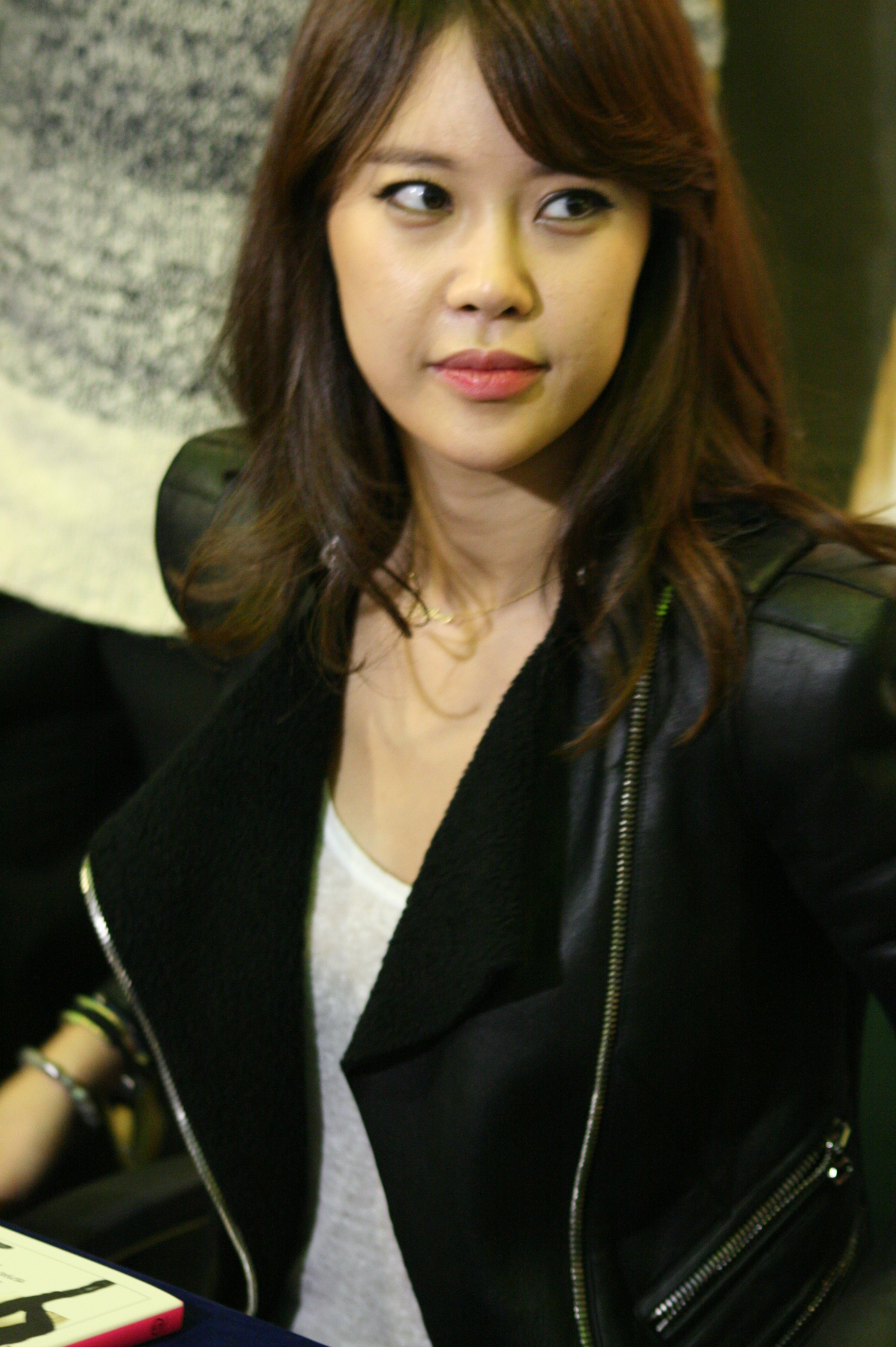
2011년 백지영

2008년에는 1년 만에 음악 프로그램에서 컴백하여 팬들의 관심을 한몸에 받았고 7집 Sensibility을 발매하였다. 특히 타이틀곡이었던 〈총 맞은 것처럼〉으로 2008년 12월 각종 차트에서 1위를 기록하기도 하며, 뮤직뱅크 K-차트에서는 5주 연속 1위를 했다. 2009년 8월 미니 앨범 EGO를 발표하고 2PM 멤버 옥택연이 피처링으로 참여한 타이틀 곡 〈내 귀에 캔디〉로 활동했다. 같은 해 10월 드라마 아이리스 OST 〈잊지 말아요〉를 발표했다. 2009년 연말 자신의 이름을 건 디너쇼 공연 중단으로 물의를 일으켜 팬카페에 자필 사과문을 올렸다. 2010년 7월 1일에는 베스트 음반 Timeless ; The Best를 발매했고, 타이틀 곡 〈시간이 지나면〉과 11개의 히트 곡들이 수록되었다. 〈시간이 지나면〉은 아무런 활동이 없었음에도 불구하고 가온 디지털 종합차트 4위에 올랐다. 시크릿가든 OST 〈그 여자〉를 불러 뮤직뱅크 1위 후보에까지 올랐다. 일밤 코너인 《나는 가수다》에 출연하며 다시 주목을 받았다. 2011년 5월 19일에는 여덟 번째 정규 음반 Pitta를 발매했다.
백지영은 2012년 2월부터 Mnet의 《보이스 코리아》에서 심사위원 중 한 명으로 출연했다. 같은 해, 5월 7일 백지영은 새 미니 앨범 발매에 앞서 리쌍의 개리가 피처링으로 참여한 〈목소리〉를 선공개했다. 〈목소리〉는 가온 다운로드 차트에서 529,000만 건을 기록하며 1위를 기록했고, 가온 디지털 종합 차트에서도 1위에 올랐다. 이후 5월 17일 미니 앨범 GOOD BOY를 발매했다. 타이틀곡은 비스트의 용준형이 피처링으로 참여한 동명의 "Good Boy"로, 2009년 〈내 귀에 캔디〉 이후로 3년 만에 댄스 장르의 노래를 타이틀곡으로 선정했다. 백지영은 발매일과 동시에 Mnet 《엠카운트다운》에 출연해 용준형과 함께 "Good Boy"를 선보이며 컴백 무대를 펼쳤다.
2013년 1월에는 타이틀 곡 '싫다'로 3주간 활동하였다. 2014년 5월에는 '여전히 뜨겁게'로 컴백했다.
2018년 4월 1일 평양 대동강지구 동평양대극장에서 남북 평화협력 기원 남측 예술단 평양 공연 《봄이 온다》 무대에 올랐다. 부른 곡은 〈총 맞은 것처럼〉, 〈잊지 말아요〉로 총 2곡이다. 이어 3일에는 평양 류경정주영체육관에서 남북 합동공연 《우리는 하나》를 선보였다.

## 음악 스타일
백지영은 중. 고음이 탄탄한 대한민국 대표적인 가수이다. 원래 백지영은 라틴 댄스, 살사 등의 장르를 주류로 삼던 댄스 가수로 대표적인 라틴 댄스곡 "Dash"와 "Sad Salsa"는 큰 인기를 얻어 라틴 붐에 기여했었다. 2000년 이후 발매된 4집 《미소》에서는 백지영이 직접 작곡, 작사에 참여해 자신이 추구하는 수록곡들을 담았고, "아직 관심은 라틴 리듬에 있으며, 내 특기도 그것이다"며 라틴 음악들을 계속 시도했다.
하지만, 재기에 성공한 5집 Smile Again부터는 댄스 음악보다 발라드를 주류 장르로 삼기 시작했다. 백지영의 발라드는 거의 전통적인 발라드 장르였고, 《이즘》의 이대화는 "재미없게 들으려고 맘먹으면 한 없이 재미없게 들리는 앨범이다. 곡들은 이미 정형화 된 패턴들의 반복이다"라고 평했다.

## 사업
2010년 9월 9일 백지영은 속옷 상표인 야르시.비를 출시하였고, 출시 소감으로는 "상체는 살이 없고 하체는 통통한 컴플렉스가 있다. 그 부분을 보완할 수 있는 속옷을 만들고 싶다"고 밝혔다. 2011년에는 포토그래퍼 공성원과 함께 애완견이 기분 좋을 때 내는 의성어에서 따온 "그르르"라는 애견카페를 오픈했다.

## 사생활
2004년부터 백지영은 축구선수 조재진과 행사장에서 서로의 팬으로 만나 열애를 인정했다. 하지만, 2007년 바쁜 스케줄 관계상 친구로 남기로 결정했다. 백지영은 2008년 KBS의 《상상더하기》를 통해서 한 살 연하의 배우 조동혁과 데뷔 전후로 3년간 교제했었다고 밝혔다. 그러다가 2011년 자신의 스타일리스트를 통해서 9살의 연하 배우 정석원을 소개받았고, 백지영은 "평소 내가 이상형의 조건으로 밝혀왔던 것들을 대부분 다 갖춘 남자"라고 말했다. 또한 뮤지컬을 함께 관람하는 등 공개된 자리에 동석하기도 했다.
한편, 백지영은 이지혜, 유리와 매우 친한 것으로 알려져 있다.

## 음반 목록
정규 음반
- Residence (1996년)
- Sorrow (1999년)
- rouge (2000년)
- Tres (2001년)
- Smile (2003년)
- Smile Again (2006년)
- 여섯번째 기적 (2007년)
- Sensibility (2008년)
- Pitta (2011년)

컴필레이션/EP 음반
- Special 1+2 (2000년)
- Best ＆ Live New Release (2002년)
- Ultimate Edition (2003년)
- Thank You I Can Smile Again (2006년)
- Ego (2009년)
- Timeless ; The Best (2010년)
- GOOD BOY (2012년)
- OST BEST (FLASH BACK) (2013년)

싱글 음반
- 2006년 백지영 - 사랑은 아름답습니다
- 2006년 백지영 - Tomorrow
- 2008년 백지영 - 집시의 눈물
- 2007년 백지영 & Jade - CRUSH
- 2007년 백지영 & Jade - No.1 Hitz : The Biggest Hits From Today's Supersta
- 2008년 백지영 & 유리 - LOVE IS...LALALA
- 2010년 백지영 & 마이티 마우스 - 사랑이 올까요
- 2012년 백지영 & 나윤권 - 겁이나서
- 2012년 백지영 - 그 여자 (일본 싱글)
- 2013년 백지영 - 싫다
- 2013년 백지영 - 떠올라
- 2014년 백지영 - 여전히 뜨겁게
- 2014년 백지영 & 나원주 - 니가 내리는 날 - time;code Chapter I
- 2015년 백지영 & 송유빈 - 새벽 가로수길
- 2016년 백지영 - 약도 없대요
- 2016년 백지영 & 치타 - Girl Crush
- 2016년 백지영 - 그대의 마음

피처링 참여
- 2002년 - 서정훈 - 1집 From Beginning To End (대한민국)
- 2004년 - Bounce - Bounce (대한민국)
- 2007년 - K.will - 1집 왼쪽가슴 (대한민국)
- 2007년 - 소울스타 - 우리가 이별할 때 (대한민국)
- 2007년 - 은지원 - 사랑 死랑 思랑 (대한민국)
- 2009년 - 나몰라 패밀리 - 2집 전화하지마 (대한민국)
- 2009년 - 마이티 마우스 - Love Class (대한민국)
- 2012년 - Electroboyz - 웃을까 울을까 (대한민국)

O.S.T. 참여
- 2006년 김건모 & 백지영 - (나도야 간다 OST)
- 2006년 백지영 - 나쁜사람 (황진이 OST)
- 2009년 백지영 - 사랑이 죄인가요 (자명고 OST)
- 2009년 백지영 - 잊지 말아요 (아이리스 OST Part.1)
- 2010년 백지영 - 같은 마음 (로드 넘버원 OST Part.4)
- 2010년 백지영 - 그 여자 (시크릿 가든 OST Part.1)
- 2010년 백지영 - 그 남자 (시크릿 가든 OST Part.2)
- 2011년 백지영 - 오늘도 사랑해 (공주의 남자 OST Part.1)
- 2011년 백지영 - 여기가 아파 (천일의 약속 OST Part.1)
- 2012년 백지영 - 상처 (옥탑방 왕세자 OST Vol.1)
- 2012년 백지영 - 한참 지나서 (옥탑방 왕세자 OST Part.1)
- 2012년 백지영 & 신승훈 & 강타 & 길 - Magic (보이스 코리아)
- 2012년 백지영 - 사랑아 또 사랑아 (아랑사또전 OST Part 4)
- 2013년 백지영 - 아카시아 (OST BEST [FLASH BACK)])
- 2013년 백지영 - 봄비 (구가의 서 OST Part 4)
- 2013년 백지영 - 그런 여자 (스트로베리 익스트림 페스티벌 Part 5)
- 2013년 백지영 - 울고만있어 (굿닥터 OST Part 3)
- 2014년 백지영 - 바람아 불어라 (상의원 OST)
- 2014년 백지영 - 불꽃 (역린 OST)
- 2015년 백지영 - Because Of You (하이드 지킬, 나 OST Part.2)
- 2015년 백지영 - And..그리고 (프로듀사 OST : Preview 03)
- 2016년 백지영 - 모바일 게임 '헤븐' OST
- 2016년 백지영 - 그렇게 안녕 (굿바이 미스터 블랙 OST Part.1)
- 2016년 백지영 - Love Is Over (구르미 그린 달빛 OST Part.9)
- 2018년 백지영 - See You Again (Feat.리처드 용재 오닐) (미스터 션샤인 OST Part.11)
- 2020년 백지영 - 사랑했던 날들 (부부의 세계 OST Part.6)
- 2021년 백지영- Let me be (펜트하우스3 OST Part.2)

## 출연 작품

### 텔레비전 프로그램
- 1999년 ~ 2006년 - KBS 《가족오락관》
- 2000년 - KBS 《TV는 사랑을 싣고》
- 2008년 - Mnet 《유리의 위험한 동거녀 2 - 미워도 다시 한번》
- 2009년 - SBS 《상식 스캔들》
- 2009년 - KBS N 스포츠 《천하무적 야구단 풀 매치》
- 2009년 - KBS2 《1대 100》
- 2009년 - KBS2 《천하무적 야구단》
- 2009년 - KBS2 《쉘 위 댄스》
- 2011년 - MBC 《나는 가수다》
- 2013년 - JTBC 《히든싱어 1》 - 우승
- 2014년 - JTBC 《99인의 여자를 만족시키는 남자》
- 2014년 - Mnet 《슈퍼스타K 6》
- 2015년 - MBC 《미스터리 음악쇼 복면가왕》
- 2015년 - Mnet 《너의 목소리가 보여》
- 2015년 - Mnet 《슈퍼스타K 7》
- 2015년 ~ 2016년 MBC 표준FM 《별이 빛나는 밤에》
- 2016년 - MBC 《듀엣가요제》
- 2016년 - JTBC 《김제동의 톡투유 - 걱정 말아요! 그대》
- 2017년 - 《런닝맨》 367회 ~ 368회
- 2018년 - Mnet 《너의 목소리가 보여》
- 2020년 - JTBC 《히든싱어 6》 - 준우승
- 2020년 - tvN 《케이팝 어학당 - 노랫말싸미》 - 1회
- 2020년 - TV조선 《뽕숭아 학당》 - 2회
- 2020년 - TV조선 《신청곡을 불러드립니다 - 사랑의 콜센타》 - 18회, 19회
- 2021년 - MBC 《황금어장 라디오스타》- 702회
- 2021년 - KBS2 《1박 2일》 - 82회
- 2022년 - tvN - 《줄 서는 식당》- 15회
- 2022년 - SBS - 《꼬리에 꼬리를 무는 그날 이야기》- 45회
- 2023년 - MBC 《황금어장 라디오스타》- 835회
- 2023년 - JTBC 《싱어게인3》 시니어 심사위원
- 2024년 - tvN 《벌거 벗은 세계사》 - 132회
- 2024년 - JTBC 《아는형님》 - 427회
- 2024년 - KBS2 《살림하는 남자들》340회~394회

### 웹예능
- 2022년 - 유튜브 《선미의 SHOW 터뷰》- 7회
- 2024년 - 유튜브 《노빠꾸 탁재훈》- 98회

### CF
- 2000년 매직파워
- 2002년 랜드로바
- 2010년 LG 유플러스 유플러스 와이파이 100

## 콘서트
- 2000년 - 굿바이 콘서트
- 2001년 - 전국 투어 콘서트 "역습 (StrikesBack Concert)"
- 2003년 - 성인 콘서트
- 2006년 - 라이브콘서트 - (서울 - 센트럴시티 밀레니엄홀)
- 2013년 - 전국 투어 콘서트 "7년만의 외출"
- 2014년 - 전국 투어 콘서트 "백지영 SHOW"
- 2016년 - 전국 투어 콘서트 "Andante"
- 2017년~2018년 - 전국 투어 콘서트 "WELCOME-BAEK"
- 2019년~2020년 - 전국 투어 콘서트 "BAEK Stage"

## 수상 목록
- 1999년 SBS 가요대전 테크노음악상
- 2000년 MBC 10대가수상 - 30대 미만 선정
- 2000년 MBC 10대가수상 - 30대 이상 선정
- 2000년 SBS 서울가요대상 본상
- 2003년 서울가요대상 심사위원 특별상 수상
- 2003년 Korean music awards(KMTV) 댄스부문 수상
- 2006년 멜론 뮤직 어워드 올해의 노래상
- 2006년 MKMF 최우수 여자 가수상 수상
- 2006년 제16회 서울가요대상 본상 수상
- 2006년 제21회 골든디스크 하우젠 인기상
- 2006년 SBS 가요대전 본상
- 2009년 제 29회 싸이월드 디지털 뮤직 어워드 Song Of The Month
- 2009년 제1회 엠넷 아시안 뮤직 어워드 여자가수상
- 2009년 제24회 골든디스크상 디지털음원부문 본상
- 2010년 제19회 하이원 서울가요대상 본상
- 2012년 제21회 하이원 서울가요대상 OST상
- 2024년 KBS 연예대상 베스트 커플상 (with 은지원)

### 가요 프로그램 1위
| 연도            | 수상 내역 (총 19회) |
| --------------- | --- |
| 2000년 (총 9회) | - Dash (총 6회) - 5월 27일 MBC 《음악캠프》 1위 - 6월 6일 [[<KBS 2TV\|KBS]] 《뮤직뱅크》 1위 - 6월 10일 MBC 《음악캠프》 1위 (3주 연속, King of the Camp) - 6월 11일 SBS 《인기가요》 1위 - 6월 13일 KBS 《뮤직뱅크》 1위 (2주 연속) - 6월 18일 SBS 《인기가요》 1위 (2주 연속) - Sad Salsa (총 3회) - 8월 8일 KBS 《뮤직뱅크》 1위 - 8월 20일 SBS 《인기가요》 1위 - 8월 22일 KBS 《뮤직뱅크》 1위(통산 2주) |
| 2006년 (총 1회) | - 사랑 안 해 (총 1회) - 6월 4일 SBS 《인기가요》 뮤티즌송 |
| 2008년 (총 4회) | - 총 맞은 것처럼 (총 4회) - 12월 5일 KBS 《뮤직뱅크》 K-Chart 1위 - 12월 12일 KBS 《뮤직뱅크》 K-Chart 1위 - 12월 19일 KBS 《뮤직뱅크》 K-Chart 1위 (트리플 크라운) - 12월 21일 SBS 《인기가요》 뮤티즌송 |
| 2009년 (총 3회) | - 총 맞은 것처럼 (총 3회) - 1월 2일 KBS 《뮤직뱅크》 K-Chart 1위 - 1월 4일 SBS 《인기가요》 뮤티즌송 (2주 연속) - 1월 9일 KBS 《뮤직뱅크》 K-Chart 1위 (2주 연속) |